# Ersigen
Ersigen är en ort och kommun i distriktet Emmental i kantonen Bern, Schweiz. Kommunen har 2 043 invånare (2023).
I kommunen finns även orterna Niederösch och Oberösch. Dessa var tidigare egna kommuner, men inkorporerades i Ersigen 1 januari 2016.